# Biosignal
Biosignale sind meist elektrische Spannungen als Ergebnis biologischer Aktivitäten 
(etwa EKG, EEG, EMG, ERG). Bei ihrer Verarbeitung unterscheidet man häufig eine Vorverarbeitung von der eigentlichen Analyse. Zur Vorverarbeitung gehören im Allgemeinen die Analog-Digital-Wandlung und die Filterung der Signale. Bei der Verarbeitung von Biosignalen kommt der Faltung diskreter Funktionen besondere Bedeutung zu.